# Mniadelphus trichophorus
Mniadelphus trichophorus là một loài Rêu trong họ Hookeriaceae. Loài này được (Colenso) Paris mô tả khoa học đầu tiên năm 1900.